# La Mariée
La Mariée (in italiano "La sposa") è un dipinto ad olio su tela, 68 × 53 cm, realizzato nel 1950 dal pittore russo d'origine ebraica bielorusso Marc Chagall.

## Il dipinto
Chagall era solito raffigurare nei suoi quadri giovani donne o coppie; qui "la Mariée" è rappresentata nel suo abito da sposa rosso brillante. Definito "un inno all'amore giovane", questo dipinto presenta una ragazza in abito da matrimonio con un mazzo di fiori, in una posizione quasi come se fosse l'osservatore stesso a sposarla.

### I colori
La peculiarità de "La Mariée" è la scelta dei colori. La giovane donna è vestita in un abito rosso vivace, con un velo bianco verginale drappeggiato sopra la testa, mentre lo sfondo è un mix fresco e sommesso di blu e di grigi. Questo effetto consente all'immagine della donna di saltare fuori della tela e di attirare realmente l'attenzione. È del tutto evidente che Chagall ha voluto dare risalto alla donna, come è tradizione in ogni matrimonio.

### Il matrimonio
Il tema delle nozze è un altro dei temi principali del dipinto; questo comprende anche uno degli elementi preferiti degli artisti europei del XX secolo, gli animali che suonano strumenti musicali, caratteristica che si trova anche in Chagall. C'è un uomo che aleggia sulla testa della sposa, apparentemente regolare, come se si assicurasse che il velo sia perfetto per il suo sposo. Da notare inoltre la chiesa obbligatoria che si staglia sullo sfondo, inserita quasi fosse un ripensamento, che sembra dover essere un requisito per ogni dipinto riguardante il matrimonio.

## Notting Hill
Nel 1999, nel film Notting Hill, il personaggio di Julia Roberts "Anna Scott" vede una stampa de La Mariée in casa di "William Thacker", interpretato da Hugh Grant. Anna regala più tardi a William quello che è presumibilmente l'originale. Il regista del film, Roger Michell, disse a Entertainment Weekly che venne scelto quel quadro perché Curtis è un fan del pittore bielorusso e perché La Mariée "rappresenta la nostalgia di qualcosa che è perduto." I produttori fecero una copia per il film, ma dovettero ottenere il permesso del proprietario così come l'autorizzazione dalla "Design and Artists Copyright Society". Alla fine, secondo Kenworthy, "abbiamo dovuto distruggere la copia. Erano preoccupati che il nostro falso fosse fatto troppo bene, tanto che poteva far lievitare il mercato e creare problemi. Alcuni esperti ritengono che la tela originale potrebbe avere un valore compreso tra $500.000 e $1.000.000."